# Yordan Letchkov
Yordan Letchkov Yankov (Bulgaars: Йордан Лечков Янков) (Sliven, 9 juli 1967) is een Bulgaarse voormalige profvoetballer die in verschillende Europese competities actief was.
Hij wordt algemeen beschouwd als een van de beste spelers uit Bulgarije en had een belangrijke rol in de Bulgaarse ploeg dat de halve finale van het WK 1994 bereikte. Letchkov was een begaafde speler die vooral bekend om zijn dribbelvaardigheid, waardoor hij de bijnaam "De Magiër" kreeg. Zijn carrière werd echter ook vaak negatief beïnvloed door zijn humeurige aard en de vele ruzies die hij had met medespelers en managers. Hij kon uit de voeten kon als centrale middenvelder of aan de linkerkant van het middenveld
Na zijn voetbalcarrière was hij acht jaar lang de burgemeester van zijn geboortestad, maar werd uit zijn functie ontheven wegens corruptie.

## Clubcarrière
Letchkov begon zijn carrière als jeugdspeler bij de gelijknamige voetbalclub uit zijn geboortestad Sliven. Op 17-jarige leeftijd kreeg hij een contract bij OFC Sliven, en nadat hij reeds op jonge leeftijd indruk maakte in het eerste elftal verzekerde hij zich in 1991 van een transfer naar de Bulgaarse topclub CSKA Sofia. Na een seizoen waarin de club landskampioen werd en Letchkov hierbij een belangrijk aandeel had, maakte hij de overstap naar Duitsland om voor Hamburger SV te gaan spelen.
Letchkov verbleef drie jaar in Duitsland, waar hij een van de sterkhouders op het middenveld was. Door zijn indrukwekkende spel werd hij in 1996 verkocht aan Olympique de Marseille, dat sinds haar winst in de Champions League van 1992 op dat moment een van de topclubs in Europa was. Hoewel hij veel speelde in Frankrijk, lag Letchkov meermaals in de clinch met het management van de club. Dit leidde ertoe dat hij na één seizoen alweer mocht vertrekken uit Marseille.
Zijn volgende stop bracht hem naar Turkse Beşiktaş, waar hij zich aansloot voor aanvang van het seizoen 1997-98. In de winterstop van 1997 kreeg Letchkov ruzie met manager John Toshack nadat hij te laat teruggekeerd was van vakantie. De club legde hem een boete op die hij weigerde te betalen, waarna hij verklaarde te stoppen met voetbal en terug te keren naar Bulgarije. Als reden voor zijn vertrek kwamen er verschillende verhalen in de pers: De club uit Istanbul zou hem nog achterstallig loon schuldig zijn, hij zou niet overweg kunnen met trainer Toshack en zijn vrouw kon zich niet vestigen in Turkije. Nadat hij was vertrokken bij Beşiktaş, begon Letchkov niet veel later te trainen bij een Bulgaarse club. Beşiktaş ging in beroep bij de FIFA, waarop Letchkov bestraft werd voor contractbreuk en hem opdroeg meer dan 100.000 euro schadevergoeding te betalen. Beşiktaş ging opnieuw in beroep bij de UEFA en de FIFA toen Letchkov zonder toestemming van de club uitkwam voor Bulgarije in een vriendschappelijke wedstrijd tegen Argentinië. De FIFA oordeelde vervolgens dat Letchkov niet voor andere ploegen mocht spelen zonder toestemming van Beşiktaş, en dus ook niet voor zijn nationale ploeg. Ondanks dat hij Bulgarije eigenhandig hielp om het WK van 1998 te bereiken, kon hij op dit toernooi niet spelen vanwege zijn geschil met Beşiktaş.
Na ongeveer drie jaar niet op professioneel niveau gespeeld te hebben, keerde Letchkov in het seizoen 2001-02 terug bij CSKA Sofia. Na één jaar in Sofia maakte hij de overstap naar zijn oude jeugdliefde OFC Sliven, waar hij in de tweede divisie van het Bulgaarse voetbal een rol als speler/trainer had. In 2004 beëindigde hij bij de club zijn actieve voetbalcarrière.

## Interlandcarrière
Letchkov speelde in totaal 45 wedstrijden voor Bulgarije waarin hij vijf doelpunten scoorde. Hoewel hij een van de beste Bulgaarse spelers van zijn generatie was, werd zijn internationale carrière echter beperkt door een reeks meningsverschillen met bondscoaches en de Bulgaarse voetbalbond.
Letchkov wordt vaak genoemd als onderdeel van de "Gouden Generatie" van het Bulgaarse voetbal, die samen met Stoichkov, Kostadinov en Balakov de nationale ploeg naar de halve finale van het WK 1994 leidde. Hij is misschien het best herinnerd voor het scoren van het winnende doelpunt tegen Duitsland in de kwartfinale van het WK 1994, waardoor Bulgarije de halve finale bereikte. Vooral dankzij zijn prestaties op dat WK werd Letchkov verkozen op de 13e positie van de Ballon d'Or in 1994.
Ook op het EK 1996 in Engeland toonde Letchkov zijn talent. Ondanks dat Bulgarije strandde in de groepsfase, speelde hij goede wedstrijden tegen Spanje en Roemenië en werd hij uitgeroepen tot man of the match in de laatste wedstrijd tegen Frankrijk.
Ook in de aanloop naar het WK 1998 leverde hij een grote bijdrage aan de succesvolle kwalificatiecampagne van zijn land. Zijn kans om op het toernooi te spelen werd echter geblokkeerd door de FIFA als gevolg van het contractueel geschil dat hij had met Beşiktaş.

## Activiteiten na voetbalcarrière
Letchkov nam in 1998 met verschillende andere voetballers deel aan de tv-serie Golden Boots, waarin de historie van het wereldkampioenschap voetbal werd besproken. In 2012 kwam hij ook voor in de sportdocumentaire Stoichkov, dat draaide om het leven van zijn oud-ploeggenoot.
In 2005 was Letchkov tijdelijk vicevoorzitter van de Bulgaarse voetbalbond.
Na zijn voetbalpensioen is hij met succes een carrière begonnen als zakenman (onder andere als eigenaar van luxehotels en een voetbalacademie) en werd hij politicus. In 2003 werd hij verkozen tot burgemeester van zijn geboortestad Sliven, en in 2007 werd hij opnieuw herkozen. In april 2010 werd hij door de districtsrechtbank van Sliven uit zijn burgemeesterschap ontheven nadat hij was beschuldigd van ambtsmisdrijven, maar het hof van beroep van Boergas herstelde hem op 28 juni 2010 in zijn functie. Letchkov werd bij de gemeenteraadsverkiezingen van 2011 vervangen door de nieuwe burgemeester Kolyo Milev, die hem met 56,72% van de stemmen voorbijstreefde. Veel burgers verklaarden dat ze op een lid van de tegenpartij hadden gestemd, enkel om Letchkov uit zijn functie te krijgen. De voornaamste verwijten waren dat hij in zijn tijd als burgemeester de straten, die naar Letchkovs hotels in de stad leiden, vernieuwd had en voorzien waren van tuinen en straatverlichting, terwijl grote delen van de stad volledig verwaarloosd werden. Daarnaast had hij als burgemeester ook verschillende aanvaringen met de politie nadat hij was gevlucht voor een verkeerscontrole en zijn documenten naar hen had gegooid.

## Erelijst
OFC SlivenBulgaarse voetbalbeker: 1990
CSKA SofiaKampioen Parva Liga: 1991–92
BeşiktaşTurkse voetbalbeker: 1998
BulgarijeFIFA Wereldkampioenschap: vierde plaats 1994